# Панамкаран
Панамкаран (Панангкаран) (д/н — бл. 775) — 2-й магараджа Матараму в 746—775 роках. Повне ім'я Д'ях Панчапана каріяна Панкарана.

## Життєпис
За однією теорією належав до династії Санджайя, за іншої — Санджая-Шайлендрів, за третьою — династії Шайлендрів і був одружений з донькою або іншою родичкою Санджая. Згідно з першими двома теоріями був сином останнього. На користь належності до Шайлендрів є напис в Каласані, де його вихваляють як Шайлендраванґсатілака (перлину династії Шайлендра).
Близько 746 року спадкував Санджаї. Невдовзі за цим перейшов з шиваїзму до буддизму. Втім є версія, що це сталося наприкінці життя Панамкарана. За іншою (третьою) теорією як представник роду Шайлендрів-буддистів з півдня, повалив Санджая, що був шиваїстом.
Продовжив активну зовнішню політику. До 760 року підкорив державу Шривіджая. Припускають, що 767 року відправив флот, що здійснив напад на танську дохофу (генерал-губернаторство) Аннам. 768 року відправив посольство до імперії Тан. 774 року було здійснено напад на Тямпу, де пограбовано храм Шиви. Але за цим у морській битві матарамці зазнали поразки від Сатьвармана.
Період його правління ознаменувався активним будівництвом буддійських храмів махаяни в районі рівнини Прамбанан. З написів 778 року з Каласан і Рату Боко відомо, що Панамкаран надав дозвіл на будівництво буддійських скульптур, святинь і монастирів на честь богині Тари, зокрема храм Сарі — храм-супутник храму Каласан, храм Лумбунг, Прасада Ваджрасана Манджушріґрха (Храм Севу) і Абхаягірі Віхара (комплекс Рату Боко).
Після його смерті бл. 775/780 року почалася боротьба за трон між «індуїстською» і «буддистською» гілками династії, де переміг Дхараніндра. В Шривіджаї постав Дхармасету.